# Альфонсо Реєс

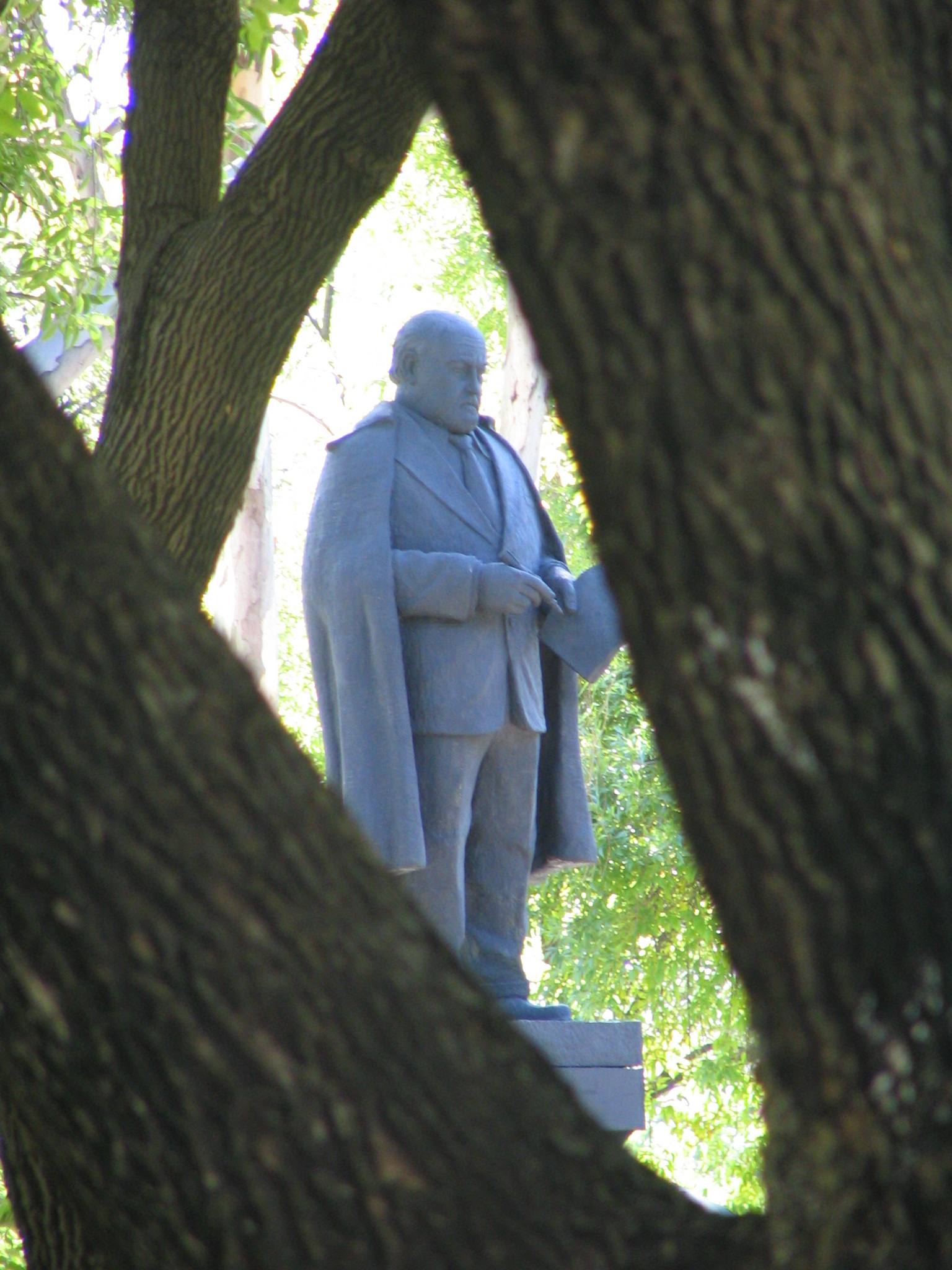
Пам'ятник Альфонсо Реєсу в парку Монтеррея

Альфóнсо Рéєс-Очоа (ісп. Alfonso Reyes Ochoa; 17 травня 1889, Монтеррей — 27 грудня 1959, Мехіко) — мексиканський письменник, перекладач, журналіст і дипломат, юрист, діяч культури, визначна фігура національної словесності.

## Життєпис
Син мексиканського військового і політичного діяча Бернардо Реєса, загиблого 1913 року під час повстання проти президента країни Франсіско Мадеро. Навчався юриспруденції, один з творців юнацького літературного гуртка «Атеней молоді». Викладав у Національному університеті, від 1913 року на дипломатичній службі у Франції. Пізніше жив і працював на Кубі, а також в Іспанії (1914—1924), де займався журналістикою, публікував праці з іспанського бароко і, познайомившись з Хосе Ортегою-і-Гассетом, співпрацював з його журналом Revista de Occidente (Західний огляд). У 1927—1930 роках обіймав посаду мексиканського посла в Буенос-Айресі, де щонеділі обідав з Х. Л. Борхесом. 1939 року повернувся до Мексики, де очолив Будинок Іспанії, а потім Національний коледж у Мехіко, що став домівкою для багатьох іспанських емігрантів.

## Творчість
Автор віршів, драми, прозових творів, праць з історії літератури і філософії, універсальний есеїст. Переклав Іліаду Гомера, твори Стерна, Честертона, Чехова. Спадщина Реєса величезна, в Мексиці видано зібрання його творів у 26 томах (1955—1993).

## Вибрані твори

### Вірші
- Пауза / Pausa (1926)
- 5 майже сонетів / 5 casi sonetos (1931)
- Трави Тарагумара / Yerbas del Tarahumara (1924)
- Ще один голос / Otra voz (1936)
- Кантата на могилі Федеріко Гарсія-Лорки / Cantata en la tumba de Federico García Lorca (1937)

### Драми
- Жорстока Іфігенія / Ifigenia Cruel (1924, на її основі написали опери Роберто Тельєс Оропеса (Roberto Téllez Oropeza) і Леандро Еспіноса (Leandro Espinosa))

### Есе
- Естетичні питання / Cuestiones estéticas (1911)
- Бачення Анагуака / Visión de Anáhuac (1915)
- Самогубство / El suicida (1917)
- Мадридські коробки / Cartones de Madrid (1917)
- Симпатії та відмінності / Simpatías y diferencias (+1921)
- Вечірня Іспанії / Vísperas de España (1921)
- Календар / Calendario (1924)
- Ґонґоріанські питання / Cuestiones gongorinas (1927)
- Виступ Віргіліо / Discurso por Virgilio (1931)
- Проповідь для культури / Homilía por la cultura (1935)
- Розділи іспанської літератури / Capítulos de Literatura Española (1939—1945)
- Миттєве минуле / Pasado Inmediato (1941)
- Літературний досвід / La experiencia literaria (1942)
- Межа / El deslinde (1944)
- Три точки літературної екзегетики / Tres puntos de exegética literaria (1945)
- Сліди історії літератури / Trazos de historia literaria (1951)
- Траєкторія Ґете / Trayectoria de Goethe (1954)
- Х на лобі / La X en la Frente (1952)
- Спогади про кухню та льох / Memorias de Cocina y Bodega (1953)
- Елліністика / Estudios Helénicos (1957)

### Проза
- Порохове дерево / Árbol de Pólvora (1953)
- П'ятнадцять присутніх / Quince Presencias (1955)

## Визнання
Член Мексиканської академії мови, Іспанської королівської академії, почесний доктор університетів Сорбонни, Гарварда, Берклі, Гавани та інших. 1973 року в Мексиці засновано Міжнародну премію Альфонса Реєса, серед її лауреатів — Хорхе Луїс Борхес (1973), Алехо Карпентьєр (1975), Андре Мальро (1976), Хорхе Гільєн (1977), Карлос Фуентес (1979), Октавіо Пас (1985), Адольфо Біой Касарес (1990), Гарольд Блум (2003), Джордж Стейнер (2007) та інші.